# Ernesto Figueiredo
Ernesto de Figueiredo  (Tomar, Portugal, 6 de julio de 1937), más conocido como Ernesto Figueiredo, es un exfutbolista portugués que jugaba como delantero.

## Selección nacional
Fue internacional con la selección de fútbol de Portugal en 6 ocasiones. Formó parte de la selección que obtuvo el tercer lugar en la Copa del Mundo de 1966, pese a no haber jugado ningún partido durante el torneo.

### Participaciones en Copas del Mundo
| Mundial                        | Sede       | Resultado    | Partidos | Goles |
| ------------------------------ | ---------- | ------------ | -------- | ----- |
| Copa Mundial de Fútbol de 1966 | Inglaterra | Tercer lugar | 0        | 0     |

## Clubes
| Club            | País     | Año       |
| --------------- | -------- | --------- |
| Matrena         | Portugal | 1955-1956 |
| União de Tomar  | Portugal | 1956-1959 |
| UDR Cernache    | Portugal | 1959-1960 |
| Sporting CP     | Portugal | 1960-1968 |
| Vitória Setúbal | Portugal | 1968-1970 |

## Palmarés

### Campeonatos nacionales
| Título           | Club        | País     | Año  |
| ---------------- | ----------- | -------- | ---- |
| Primeira Divisão | Sporting CP | Portugal | 1962 |
| Copa de Portugal | Sporting CP | Portugal | 1963 |
| Primeira Divisão | Sporting CP | Portugal | 1966 |

### Copas internacionales
| Título           | Club        | Sede              | Año  |
| ---------------- | ----------- | ----------------- | ---- |
| Recopa de Europa | Sporting CP | Amberes (Bélgica) | 1964 |

### Distinciones individuales
| Distinción                                                       | Año  |
| ---------------------------------------------------------------- | ---- |
| Bola de Prata (máximo goleador de la Primeira Divisão; ex aequo) | 1966 |